# Vittorio De Sica
Vittorio Domenico Stanislao Gaetano Sorano De Sica er født 7. juli 1901 i Sora, Lazio, Italien og døde 13. november 1974 i Neuilly-sur-Seine i Frankrig. Han har været skuespiller, italiensk instruktør af både fiktionsfilm og dokumentarfilm, italiensk drejebogsforfatter og teaterinstruktør.
Han bliver betragtet som en af hovedmændene af den Italienske  neorealisme, filmgenren som opstod i den italienske efterkrigstid. Han anses for at være en af de største italienske instruktører og kunstnere. Hans film: Scuiscia, Ladri di Biciclette, Ieri,oggi, domani og Il giardino dei Finzi Contini har vundet Oscar for bedste fremmedsprogede film.
De Sica er søn af Umberto De Sica, som var bankmand i ’’Banca d’Italia’’, og hans mor Teresa Manfredi en napolitansk husmor.  Familien boede i Sora, men i 1924 flyttede de til Napoli og senere til Firenze. Vittorio sagde selv, at hans familie levede i ‘’tragisk og aristokratisk fattigdom’’.
Han blev gift med Giuditta Rissone d. 10. april 1937, de fik et barn og blev siden skilt d. 27. juni 1954. Senere blev han gift med Marìa Mercarder d. 6. april 1968, de var gift til hans død d. 13. november 1974, og de fik 2 børn sammen.
De Sica startede tidligt med at arbejde på et kontor for at være med til at forsørge sin fattige familie, men han blev hurtigt draget mod scenen og det at optræde, så allerede i teenageårene begyndte han at lave amatørskuespil i små shows for soldater på et miltærhospital. Han kom med i et teaterkompagni i 1923. Sidst i 1920’erne var han en succesfuld skuespiller og idol i den italienske teaterverden, en succes han gentog på film hovedsageligt i lette komedier.

Han begyndte at instruere i 1940, stadig komedier i samme stil, men i hans femte film I bambini ci guardano (1944) viste han nye sider af sit talent med en uventet dybde og en særlig fornemmelse for at arbejde med skuespillerne, især børnene. Det var desuden den første film, han lavede med manuskriptforfatteren Cesare Zavattini, som han efterfølgende lavede flere succesfyldte film med blandt andet  I morgen, Mister (1946) and Cykeltyven (1948). Cykeltyven var et hjerteskærende studie af fattigdom i efterkrigstidens Italien, som vandt en special Oscar, førend kategorien bedste udenlandske film officielt blev indført.
Senere, efter filmen Umberto D (1952) et ubarmhjertigt studie af problemer i alderdommen, som blev anset for en fiasko i samtiden, begyndte han igen at lave ukomplicerede film og at optræde foran kameraet. Han havde et meget tæt forhold til sin far Umberto, og filmen Umberto D var dedikeret til ham.
Selvom han senere vandt endnu en oscar for Igår og idag og imorgen (1963), så blev hans karriere som en af de store filminstruktører anset for at være forbi.
Men lige før han døde, lavede han dog Den forbudte have (1970), som vandt ham endnu en Oscar, og hans ultimativt sidste film Una breve vacanza (1973).
Hans film Igår og idag og imorgen (1963), Ægteskab på italiensk (1964), Den forbudte have (1970) blev Oscar-nomineret til "Bedste fremmedsprogede film". Igår og idag og imorgen (1963) og Den forbudte have (1970) vandt. Cykeltyven (1948) og I morgen, Mister (1946) modtog særlige Honarary Awards for deres høje og fremragende kvalitet.
Han døde efter en operation, hvor man fjernede en cyste fra hans lunger.

## Filmografi
Udvalgte film af Vittorio De Sica:
- Cykeltyven (Ladri di biciclette, 1948, vandt Bodilprisen for bedste ikke-amerikanske film i 1951)
- Miraklet i Milano (Miracolo a Milano, 1950, vandt den Gyldne Palme i 1951)
- Umberto D. (1952, vandt bedste ikke-amerikanske film i 1955)
- Med natekspres Rom-Paris (Stazione Termini, 1953)
- Igår og idag og imorgen (Ieri, oggi, domani, 1963)
- Den forbudte have (Il giardino dei Finzi-Contini, 1970)
- Den sidste rejse (Il viaggio, 1974)
- Blood for Dracula (1974)